# (13482) Igorfedorov
(13482) Igorfedorov est un astéroïde de la ceinture principale.

## Description
(13482) Igorfedorov est un astéroïde de la ceinture principale. Il fut découvert le 25 avril 1979 à Naoutchnyï par Nikolaï Tchernykh. Il présente une orbite caractérisée par un demi-grand axe de 3,10 UA, une excentricité de 0,23 et une inclinaison de 7,5° par rapport à l'écliptique.

## Compléments